# Далибор Брун
Далибор Брун (Ријека, 19. септембар 1949) југословенски и хрватски је певач.

## Биографија
Певао у групама: „Урагани“, Корни група и „Боеми“.
Сарађивао са композиторима: Ђорђе Новковић, Стипица Калођера, Хрвоје Хегедушић..
Учествовао на фестивалима: "Ваш шлагер сезоне", "Сплит", "Загреб", "Београдско пролеће", "Омладина Суботица"...

## Познате песме са „Корни групом“
- Дзум рам
- Соната
- Магична рука
- Пастир и цвет
- Ако једном будеш сама

## Познате песме самостално
- Мируј, мируј срце
- Од кад си туђа жена
- Руже

## Фестивали
Београдско пролеће:
- Зум - рам, прва награда стручног жирија (као вокал Корни групе), '69
- Овај живот с тобом, '70
- То је било давно, '76

Ваш шлагер сезоне, Сарајево:
- Источни вјетар,'70
- Купујем овај век, '71
- Музика, љубави моја, '73
- Ја остајем с тобом, награда за најбољи аранжман, '78

Опатија:
- Дјеца љубави (алтернација са Лео Мартином), '70
- Одисеја, '73
- Руже, '75
- Не питај ме зашто, '76
- Ја бих хтио да те волим, '93

Југословенски избор за Евросонг:
- Љубави, љубави, Сарајево '72

Сплит:
- Не чекај ме, мајко, '74
- Липа Луна, '75
- Ја те љубим, '76
- Заспала су дица, '79
- Успаванка, '83
- Море моје (Вече Устанак и море), '88

Загреб:
- Бит ћу с тобом (са ВИС Ми), '70
- Marie, '71
- Мируј, мируј, срце, друга награда публике, '72
- Од кад си туђа жена, победничка песма, '73
- Жељена, '74
- И повео сам је у траву, '75
- Што бих дао, '79

Омладина, Суботица:
- Пролазе године, '69, прва награда публике и награда за најбољу интерпретацију
- Тренутак среће, '70

Скопље:
- Изгубен пат, '71

Фестивал револуционарне и родољубне пјесме:
- Ви, мада млади, '75

Цавтат фест:
- Врати се Мелита, '88

Златният Орфей, Бугарска:
- Good evening, good night, '72

Мелодије хрватског Јадрана:
- Немам жеље срести старе пријатеље, '93
- Ако те питају за мене, '94

Мелодије Истре и Кварнера:
- Липо ми је (дует са Радојком Шверко) / Окрутно море, друга награда публике, '68
- Чекај на ме моја Мића, '94

Мелодије Мостара, Мостар:
- Нека полудим, '97

Хрватски радијски фестивал:
- Зашто ме зовеш, '98
- Још је рано, 2000

CMC festival, Водице:
- Не знаш душо, 2024